# Сава Рајковић
Сава Рајковић (Београд, 12. јануар 1848 — Сомбор, 5. децембар 1880) био је српски позоришни глумац.

## Биографија
Студије филозофије започео је на Великој школи у Београду, наставио у Прагу, а на Политихници у Цириху провео две године. Почео је 1869. да игра у Српском народном позоришту у Новом Саду, наставио у Народном позоришту у Београду 1871—73, у Хрватском земаљском казалишту у Загребу 1873—76, где је и редитељ, па опет у Српском народном позоришту у Новом Саду 1876—80.
Рајковић је био изразити карактерни глумац осамдесетих година. Неколико новела из српског народног живота објавио је у чешким часописима Světozar и Květi. Превео је десет позоришних комада са чешког, француског и немачког језика,